# شبكة الأخبار الفلسطينية
شبكة فلسطين الإخبارية (PNN) شبكة إخبارية تبث الأخبار على مدار الساعة، مع التركيز بشكل أكبر على الاخبار المحلية الفلسطينية، بما يضمن اطلاع المواطنين والمشتركين بالمجموعة ليكونوا علم بآخر التطورات والاحداث، كما تستقبل شبكة فلسطين الاخبارية من المواطنين الاخبار العاجلة والملاحظات التي تعرض ضمن النشرة الاخبارية وذلك تشجيعا للمواطنين على مشاركتنا الاخبار والاحداث التي تجري حولهم، بما يعزز مفهوم «المواطن الصحفي».

## تعريف عام
تأسست شبكة فلسطين الإخبارية في عام 2003، حيث ظهرت لأول مرة على الشبكة العنكبوتية. وفي العام نفسه، أُضيفت اللغة الإنجليزية إلى محتوى الشبكة، ثم لاحقًا انطلقت النسخة الفرنسية، ما أسهم في توسيع قاعدة جمهورها على المستوى المحلي والدولي. ومع مرور الوقت، اكتسبت الشبكة ثقة الجمهور ووكالات الأنباء المحلية والعالمية، وذلك بفضل سرعة الوصول إلى الخبر ونشره بدقة، وصدق، وموضوعية تامة.

### الشبكة الاذاعية
تبنّت شبكة فلسطين الإخبارية فكرة دعم وتعزيز دور الإعلام المحلي الفلسطيني، من خلال توحيد مصادر الأخبار، وبث مواجز إخبارية موحدة في نفس التوقيت عبر عدة محطات إذاعية في الضفة الغربية. ويأتي هذا التوجه استجابةً لواقع الإذاعات المحلية الفلسطينية التي تعاني من نقص في الميزانيات، ما يحدّ من قدرتها على تأسيس أقسام أخبار متكاملة تضم محررين وصحفيين وتجهيزات تقنية. وبما أن شبكة فلسطين الإخبارية تمتلك شبكة مراسلين ومحررين مهنيين، ويعمل عدد منهم في بعض هذه الإذاعات المحلية، فقد قرّرت الشبكة الاضطلاع بهذا الدور الريادي في سبيل تقوية الإعلام المحلي، والمساهمة في بناء مجتمع فلسطيني واعٍ ومتماسك، وصولًا إلى أداء إعلامي أفضل وأكثر تأثيرًا.

### المواجز الاخبارية الاذاعية
تبث شبكة فلسطين الإخبارية مواجز إخبارية من الساعة الثامنة صباحًا حتى الرابعة عصرًا، عبر ست من الإذاعات المحلية، وهي:
- موال في بيت لحم.
- الرابعة في الخليل.
- الحرية في رام الله.
- حلا في القدس، وأبو ديس، ورام الله.
- حياة في نابلس.
- فرح في جنين.
- صبا إف إم في أرياف جنين.

### الحملات الاعلانية الاذاعية
تقوم الشبكة بتنفيذ حملات إعلانية وإنتاج برامج لصالح المؤسسات حول مواضيع متنوعة، حيث تُقدّم أسعارًا مخفضة ومنافسة ضمن إطار علاقاتها مع الإذاعات الشريكة.

### التلفزيون عبر الإنترنت
أطلقت شبكة فلسطين الإخبارية مؤخرًا خدمة تلفزيون الإنترنت أو ما يُعرف بـ IPTV، حيث تُقدّم من خلالها برامج متنوعة ومختلفة عبر هذه المنصة الإعلامية الحديثة. تتيح الخدمة لأي مواطن مشاهدة البث التلفزيوني للشبكة عبر الإنترنت باستخدام أجهزة الكمبيوتر، كما يمكن مشاهدتها عبر الهواتف الذكية، والألواح الإلكترونية، بالإضافة إلى أجهزة التلفاز والرسيفرات الحديثة.
يُقدّم التلفزيون مجموعة من البرامج، ويعتزم إطلاق برامج جديدة خلال الأشهر القادمة. من بين البرامج الحالية:
- رمضان بالخير يجمعنا.
- نفحات من الإيمان.
- مسابقة الصورة الفوتوغرافية.
- مقابلة خاصة.

كما تُعد الشبكة تقارير تلفزيونية متعددة الوسائط (Multi Media)، يتم نشرها على موقع الشبكة الرسمي، وتتميّز بأنها مرفقة بتقارير مكتوبة تُنشر باللغتين العربية والإنجليزية، ما يُعزّز من وصول المحتوى لجمهور أوسع.

### خدمات التدريب الاعلامي
تقوم الشبكة بين الحين والآخر بتنفيذ دورات تدريبية في مجالات الإعلام المختلفة، مثل إعداد الأخبار والتقارير، سواء المكتوبة أو المتلفزة، بالإضافة إلى دورات في التصوير الفوتوغرافي. وتتعاون الشبكة في هذا الإطار مع عدد من الجامعات لاستقبال الخريجين الجدد وتدريبهم عمليًا.

### خدمات الاخبار العاجلة عبر جوال والوطنية
بعد حصولها على ترخيص من وزارة الإعلام الفلسطينية كأول وكالة أنباء فلسطينية مستقلة، بدأت شبكة فلسطين الإخبارية بإرسال الأخبار العاجلة عبر الهاتف النقال في فلسطين، من خلال شركتي جوال والوطنية للاتصالات الخلوية.
تُقدّم الشبكة مجموعة من الخدمات الإخبارية المتخصصة، تشمل:
- الأخبار السياسية العاجلة.
- الأخبار الاقتصادية.
- الأخبار الرياضية.
- أخبار المقاومة الشعبية.
- الشؤون الإسرائيلية.

### خدمات الإنتاج التلفزيوني والإذاعي
تعمل شبكة فلسطين الإخبارية على تقديم خدمات إعلامية للمؤسسات والأفراد، سواء المحليين أو الأجانب. وتشمل هذه الخدمات إنتاج الأفلام الوثائقية أو المساهمة في إنتاجها لمن يرغب بذلك، إلى جانب تقديم خدمات التصوير، والمونتاج، والإخراج، والتسهيلات الفنية المصاحبة لأي عمل إعلامي. وفي بداية عام 2005، افتتحت الشبكة رسميًا قسم الإنتاج التلفزيوني، ليكون ذراعها المتخصص في تنفيذ المشاريع المرئية والوثائقية.

### علاقات إستراتيجية مع المؤسسات والشركات
ترتبط شبكة فلسطين الإخبارية (PNN) بعلاقات استراتيجية من خلال اتفاقيات تعاون مع مجموعة من المؤسسات المحلية والدولية. وتشمل هذه العلاقات شركات كبرى مثل:
- شركة جوال
- شركة الاتصالات الفلسطينية
- شركة الكهرباء

كما تربطها شراكات مع عدد من المصارف، من بينها:
- البنك الوطني
- بنك فلسطين
- بنك القدس

وتتمتع الشبكة أيضًا بعلاقات وثيقة مع عدد من المؤسسات المجتمعية والحقوقية، منها:
- اللجنة التنسيقية العليا لمقاومة الجدار
- جمعية بيت لحم العربية للتأهيل
- مؤسسة الأراضي المسيحية المقدسة المسكونية
- مركز بديل لشؤون وقضايا اللاجئين
- مركز لاجئ للاجئين
- مركز المرأة للإرشاد القانوني والاجتماعي
- جمعية الفنيق

بالإضافة إلى ذلك، تتعاون الشبكة مع التعاون البولندي، ووزارة السياحة الفلسطينية، ومركز التعليم البيئي، ومؤسسة صابرين للإنتاج الفني، إلى جانب عدد من مؤسسات المجتمع المحلي الأخرى.

## وصلات خارجية
- الموقع الرسمي لشبكة فلسطين الإخبارية PNN